# Новоселецк (Харламовское сельское поселение)
Новоселецк — разъезд (населённый пункт) в Таврическом районе Омской области. Входит в состав Харламовского сельского поселения.

## Физико-географическая характеристика
Находится при ж.-д. линии Омск — Большегривское — Карасук в 7 км к западу от Харламово, в 33 км к юго-востоку от Омска и в 1 км к северу от окраин одноимённой деревни. В полукилометре к западу от населённого пункта проходит автодорога Омск — Таврическое.
Часовой пояс
Разъезд Новоселецк, как и вся Омская область, находится в часовой зоне МСК+3. Смещение применяемого времени относительно UTC составляет +6:00.

## Население
| 2002 | 2010 |
| ---- | ---- |
| 39   | ↘22  |